# Orodara
Orodara es una ciudad de la provincia de Kénédougou, en la región Hauts-Bassins, Burkina Faso. A 9 de diciembre de 2006 tenía una población censada de 23 356 habitantes.
Se encuentra ubicada al oeste del país, cerca del curso alto del río Volta Negro, del nacimiento del río Komoé, de Bobo Dioulasso —la segunda ciudad más poblada de Burkina Faso— y de la frontera con Malí.